# Burn the Stage: The Movie
Burn the Stage: The Movie (hangul: 번 더 스테이지: 더 무비; rr: Beon Deo Seuteiji: Deo Mubi) é um filme documentando os bastidores do grupo sul-coreano BTS em sua turnê mundial de 2017 intitulada The Wings Tour que atraiu mais de meio milhão de fãs em 19 cidades diferentes em todo o mundo. É dirigido por Park Jun Soo e produzido por Yoon Jiwon. Foi lançado em 15 de Novembro de 2018, e sua distribuição foi feita pela Trafalgar Releasing.
Os ingressos ficaram disponíveis para pré-venda em 22 de Outubro e o filme foi lançado nos cinemas em 15 de Novembro de 2018, por tempo limitado, em alguns cinemas. O trailer do filme foi lançado em 23 de Outubro de 2018.
Devido à grande demanda, o filme entrou novamente em cartaz nos cinemas em diferentes países em 5 e 6 de Dezembro de 2018. Em sua segunda exibição, bateu o recorde de comparecimento do One Direction de um lançamento de cinema e de eventos depois de atingir dois milhões de ingressos vendidos.

## Enredo
O filme de 85 minutos apresenta performances ao vivo, destaques em premiações, momentos fora do palco e entrevistas com os sete membros do BTS. O filme acompanha os bastidores da turnê do BTS, The Wings Tour, revelando a história de ascensão do grupo à fama.
O filme começa com filmagens dos personagens animados do BT21 desenhados pelos próprios membros do BTS, e segundos depois os fãs são vistos gritando "BTS" e balançando os bastões de luz personalizados enquanto o BTS se apresentam no palco. Ao longo do filme, o BTS fala sobre as dificuldades e o lado mundano do estrelato, assim como as inseguranças que enfrentaram ao longo do caminho e seu desejo de continuar crescendo e melhorando como artistas.

## Adaptação
O filme foi uma adaptação do documentário do YouTube Premium de 2018, Burn the Stage. Foram oito episódios no total, com aproximadamente trinta minutos cada. Além disso, o primeiro episódio do documentário se tornou o 10º vídeo não-musical mais visto no youtube da Coreia.
| N° | Episódios                   | Data                |
| -- | --------------------------- | ------------------- |
| 1  | I'd do it all               | 28 de Março de 2018 |
| 2  | You already have the answer | 28 de Março de 2018 |
| 3  | Just give me a smile        | 4 de Abril de 2018  |
| 4  | It's on you and I           | 11 de Abril de 2018 |
| 5  | I can't stop                | 18 de Abril de 2018 |
| 6  | Moonchild                   | 25 de Abril de 2018 |
| 7  | Best Of Me                  | 2 de Maio de 2018   |
| 8  | I NEED YOU                  | 9 de Maio de 2018   |

## Elenco
O elenco do filme são formados pelos membros do BTS, com o pessoal do backstage aparecendo em determinados momentos.
- Kim Nam-joon
- Kim Seok-jin
- Min Yoon-gi
- Jung Ho-seok
- Park Ji-min
- Kim Tae-hyung
- Jeon Jung-kook

## Lançamento

### Bilheteria
No dia de lançamento na Coreia do Sul, trouxe 72.760 espectadores, tornando-se o primeiro filme ao vivo de um ídolo a se classificar entre as dez maiores bilheterias. Incluindo os outros três dias restantes para completar a semana de bilheteria, vendeu 200.000 ingressos no total, chegando em 4º lugar de lançamentos mais vendidos da semana. O filme arrecadou US$1,77 milhão nos primeiros três dias de vendas.
Nos Estados Unidos, acumulou US$1,2 milhão no dia do lançamento, totalizando US$3,54 milhões ao longo do fim de semana de três dias, batendo o recorde de maior bilheteria de produção musical de cinema e de eventos, que foi definida em 2014 pela banda One Direction. O filme ficou em décimo lugar de bilheteria, apesar de ter sido vendido em apenas 620 locais, em comparação com os 2.000-4.000 locais das outras nove principais vendas.
No Japão, chegou em sexto lugar de bilheterias durante a semana de lançamento, acumulando um total de US$1.343.031. No Reino Unido, também chegou em sexto, ganhando aproximadamente US$ 830.000, e tanto na Alemanha quanto na Áustria, fez US$ 800.000 mil. Nas Filipinas e na Indonésia, vendeu mais de 100.000 ingressos, e na Austrália arrecadou US$ 403.250 mil e ficou em quarto lugar.
A pré-venda dos ingressos em todo o mundo atingiram uma contagem de quase um milhão. Foi lançado em 79 países e arrecadou um total de US$ 14 milhões na primeira semana. Após a grande demanda, foi lançado novamente nos cinemas e fez um total de US$ 18,5 milhões.

### Resposta crítica
O website Polygon declarou que o filme oferece bem seu foco principal, que é mostrar o BTS em seu próprio espaço e mostrar como é para eles durante os shows e o dia-a-dia normal deles. Eles relataram que a única desvantagem é que o filme evita o aspecto de desempenho e faz parecer que está chegando a um clímax musical que nunca chega.
O jornal Gulf News afirmou que o filme foi capaz de mostrar o vínculo dos garotos uns com os outros, todos os ferimentos e dificuldades, e que, apesar da pressão que podem estar sob eles, eles ainda são capazes de se divertir. O MensXP relatou que através do filme os fãs conseguiram ver o que acontece por trás das performances do BTS, e que o filme foi uma "lufada de ar fresco".
Celeb Mix chamou o Burn the Stage: The Movie de um filme que mostra que por trás do estilo de vida incansável que os ídolos coreanos vivem, há sete garotos normais com uma paixão pela música, uma paixão sendo realizada, e sendo muito gratos pelos seus ARMYS".

## Histórico de lançamento
| Data                   | País   | Ref    |
| ---------------------- | ------ | ------ |
| 15 de Novembro de 2018 | Vários | [ 23 ] |
| 25 de Novembro de 2018 | Índia  | [ 24 ] |